# Klaus Kuntz
Klaus Kuntz (* 23. März 1935 in Schlesien; † 19. März 2018 in Reutlingen) war ein evangelischer Pfarrer und Gründungsvater der Reutlinger Vesperkirche.

## Leben
Klaus Kuntz wurde 1935 in Schlesien geboren. Nach dem Zweiten Weltkrieg wurde er und seine Familie aus Schlesien vertrieben. So kam er in das Flüchtlingslager in St. Johann (Württemberg) und von dort nach Reutlingen. Nach seiner Schulzeit studierte Kuntz an der Universität Tübingen Theologie, wo er auch seine spätere Frau Jutta kennenlernte. Er wurde Pfarrer der Marienkirchengemeinde in Reutlingen, wo er 12 Jahre lang geschäftsführender Pfarrer der Marienkirchengemeinde war. Von 1999 bis 2004 war Klaus Kuntz Mitglied des Gemeinderats der Stadt Reutlingen in der SPD-Fraktion.
Am 25. Januar 1998 gründete Pfarrer Klaus Kuntz die Reutlinger Vesperkirche. Ebenso gründete er die Reutlinger Tafel mit und baute diese federführend mit auf. Er war 20 Jahre aktiv in der diakonischen Arbeit des evangelischen Diakonieverbandes Reutlingen. Insbesondere die Reutlinger Vesperkirche lag ihm am Herzen. Kuntz legte den Leit-Bibelspruch Brich dem Hungrigen dein Brot und die im Elend ohne Obdach sind führe ins Haus (Jes 58,7-12 ) für die Reutlinger Vesperkirche fest. Die Idee dazu entstand, laut Kuntz, in einem Gespräch mit einem Obdachlosen in Reutlingen. Pfarrer Klaus Kuntz war der Ansicht, dass es solche Armut in so einer reichen Stadt wie Reutlingen nie mehr geben darf. So setzte sich Kuntz 25 Jahre bei der AWO Arbeiterwohlfahrt Reutlingen für Obdachlose und Arme ein. Kuntz gründete zusammen mit der AWO die ersten Oasen (Heime und Erfrierungsschutz für Obdachlose und bedürftige Menschen in Reutlingen) in Gebäuden der GWG Reutlingen. 1997 ging Kuntz in den beruflichen Ruhestand, kämpfte aber bis zu seinem Tod gegen die Armut und die Obdachlosigkeit in Reutlingen. Pfarrer Kuntz war als Pfarrer der Armen weit über den Landkreis Reutlingen bekannt. Für sein soziales Engagement wurde Kuntz 2006 mit der Verdienstmedaille der Stadt Reutlingen durch Oberbürgermeisterin Barbara Bosch gewürdigt. 2007 wurde Pfarrer Klaus Kuntz das Bundesverdienstkreuz am Bande durch Bundespräsident Horst Köhler von Staatssekretär Dieter Hillebrand verliehen. Klaus Kuntz ruht auf dem Reutlinger Friedhof Unter den Linden.

## Auszeichnungen / Ehrungen
- 2006 Verdienstmedaille der Stadt Reutlingen
- 18. Februar 2007 Verleihung des Verdienstkreuzes am Bande des Verdienstordens der Bundesrepublik Deutschland von Bundespräsident Horst Köhler durch Staatssekretär Dieter Hillebrand. Die Laudatio hielt Prälat Claus Maier in Reutlingen.